# Mistrzostwa Świata w Short Tracku 1977
2. Mistrzostwa Świata w Short Tracku odbyły się we Francji, w Grenoble, w dniach 15-17 kwietnia 1977 roku. Rozegrano 8 konkurencji: 500 m, 1000 m, 1500 m kobiet i mężczyzn oraz sztafetę 3000 m kobiet i 5000 m mężczyzn. Medale przyznano w wieloboju i sztafetach. W klasyfikacji medalowej najlepsi byli Kanadyjczycy. 

## Klasyfikacja medalowa
| Lp. | Kraj              | Złoto | Srebro | Brąz | Razem |
| 1.  | Kanada            | 2     | 3      | 0    | 5     |
| 2.  | Stany Zjednoczone | 1     | 1      | 1    | 3     |
| 3.  | Wielka Brytania   | 1     | 0      | 0    | 1     |
| 4.  | Japonia           | 0     | 0      | 3    | 3     |

## Medaliści
| Konkurencja     | Złoto                                                                                           | Srebro                                                                   | Brąz                                                                                  |
| Mężczyźni       |                                                                                                 |                                                                          |                                                                                       |
| Wielobój        | Gaétan Boucher                                                                                  | Craig Kressler                                                           | Hiroshi Toda                                                                          |
| Sztafeta 5000 m | Wielka Brytania Steven Pearce · Philip Walker · Geoffrey Stockdale · Harry Spragg · Roy Sanders | Kanada Gaétan Boucher · Jacques Thibault · Denis Gagnon · Michel Carrier | Japonia Hiroshi Toda · Mikihito Kashiwabara · Mikihito Konda · Toshikazu Fujitani     |
| Kobiety         |                                                                                                 |                                                                          |                                                                                       |
| Wielobój        | Brenda Webster                                                                                  | Kathy Vogt                                                               | Valie Reimann                                                                         |
| Sztafeta        | Stany Zjednoczone · Peggy Hartrich · Celeste Chlapaty · Valie Reimann · Vickie Reimann          | Kanada Cathy Turnbull · Kathy Vogt · Brenda Webster · Nancy Dernin       | Japonia Miyako Kasahara · Seiko Mizutani · Miyoshi Kato · Mika Kato · Chiyoko Sugiara |

## Wyniki
| Konkurencja | 1.             | 2.             | 3.             |
| Mężczyźni   |                |                |                |
| 500 metrów  | Gaétan Boucher | Craig Kressler | Hiroshi Toda   |
| 1000 metrów | Gaétan Boucher | Steven Pearce  | Craig Kressler |
| 1500 metrów | Hiroshi Toda   | Craig Kressler | Gaétan Boucher |
| Kobiety     |                |                |                |
| 500 metrów  | Brenda Webster | Kathy Vogt     | Nancy Dernin   |
| 1000 metrów | Kathy Vogt     | Peggy Hartrich | Brenda Webster |
| 1500 metrów | Brenda Webster | Valie Reimann  | Vickie Reimann |